# Astylosternus diadematus
Espèce
Statut de conservation UICN

 LC  : Préoccupation mineure
Astylosternus diadematus est une espèce d'amphibiens de la famille des Arthroleptidae.

## Répartition
Cette espèce est endémique de l'ouest du Cameroun. Elle se rencontre de 250 à 1 100 m d'altitude.
Sa présence est incertaine au Nigeria.

## Publication originale
- Werner, 1898 : Über Reptilien und Batrachier aus Togoland, Kamerun und Tunis aus dem kgl. Museum für Naturkunde in Berlin. Verhandlungen der Kaiserlich-Königlichen Zoologisch-Botanischen Gesellschaft in Wien, vol. 48, p. 191-213 (texte intégral).